# Gabriel Donnadieu
Gabriel Donnadieu, född den 11 december 1777 i Nîmes, död den 18 juni 1849 i Courbevoie, var en fransk vicomte och militär.
Donnadieu deltog med utmärkelse i revolutionskrigen, bland annat under Moreau i Tyskland 1799–1800. När denne 1804 arresterades i samband med Cadoudals komplott, bildade Donnadieu jämte en del andra officerare en sammansvärjning mot förste konsuln Bonaparte samt hölls därefter fängslad på slottet i Lourdes. Benådad 1806, deltog han i fälttågen i Preussen, Spanien och Portugal samt blev baron och brigadgeneral, men inspärrades för nya stämplingar mot Napoleon i Tours. Vid restaurationen blev Donnadieu 1814 generallöjtnant, åtföljde Ludvig XVIII på flykten till Gent under "de hundra dagarna" och fick sedan befälet över 7:e militärdivisionen (Grenoble). Åren 1822–1827 var Donnadieu medlem av deputeradekammaren, där hans ytterst häftiga reaktionära uppträdande beredde regeringen en del svårigheter. Efter julirevolutionen 1830 blev han ådömd fängelsestraff för smädelser mot Ludvig Filip i sin skrift La vieille Europe. Donnadieu författade dessutom De l'homme et de l'état actuel de la société (1833), Mémoire à consulter et consultation contre M. Crétineau-Joly (1842) med mera.